# Râul Glăznescu
Râul Glăznescu este un curs de apă, afluent al râului Șușița. 